# انهضامية البروتين
انهضامية البروتين (بالإنجليزية: Protein digestibility)‏ هي مصطلح يدل على قابلية الهضم للبروتين، أي نسبة الجزء المهضوم من البروتين إلى البروتين المتناول في الغذاء، ويتم قياسها كقيمة بالنسبة للبروتينات التالية: PDCAAS وDIAAS.